# Son Prohens
Son Prohens (en catalán y oficialmente Son Proenç) es una localidad y pedanía española perteneciente al municipio de Felanich, en la parte oriental de Mallorca, comunidad autónoma de las Islas Baleares. Cerca de esta localidad se encuentran los núcleos de Felanich capital y Son Macià.
Se trata de una pequeña aldea de población diseminada situada próxima a la carretera Ma-14, que une Santañí con Manacor.

## Historia
Toma su nombre de la antigua posesión de Son Prohens, de 1506. En 1793 se creó el oratorio de Can Ros, dedicado a San Juan Bautista. En 1934 se inauguró una escuela que estuvo en funcionamiento hasta el año 1975. En 1938 también se creó la vicaría de Can Ros y Son Prohensa, actualmente abandonada.

## Demografía
Según el Instituto Nacional de Estadística de España, en el año 2019 Son Prohens contaba con 302 habitantes censados, lo que representa el 1,7% de la población total del municipio.

### Evolución de la población
| Gráfica de evolución demográfica de Son Prohens entre 2009 y 2019 |
|                                                                   |
| Datos según el nomenclátor publicado por el INE.                  |

## Comunicaciones
Algunas distancias entre Son Prohens y otras ciudades:
| Ciudades          | Distancia (km) |
| ----------------- | -------------- |
| Felanich          | 4              |
| Manacor           | 11             |
| Palma de Mallorca | 54             |

## Cultura

### Fiestas
Son Prohens celebra sus fiestas populares en torno al 1 de febrero en honor a San Antonio, patrón del pueblo. Por la noche, después de la misa por el santo, se enciende una gran hoguera en la que los vecinos pueden torrar longaniza, morcilla o panceta. A continuación hay bailes de salón y bailes típicos regionales, como el ball de bot.